# Olof Skötkonungsgatan
Olof Skötkonungsgatan är en cirka 700 meter lång gata i stadsdelen Bö i Göteborg. Den sträcker sig från Sankt Sigfrids plan till Skårsgatan, och fick sitt namn 1925 efter Olof Skötkonung och dennes påstådda anknytning till Örgryte gamla kyrka (cirka 175 meter nordväst om gatans början). Längs sin sträckning möter den: Jättegrytsgatan, Margretelundsgatan, Tandåsgatan, Södra Tandåsgatan, Anneholmsgatan, Storagårdsgatan, Prytzgatan, Rangeltorpsgatan och Drakenbergsgatan. Gatan är numrerad från 1 till 82. Olof Skötkonungsgatan består till största delen av villafastigheter.

## Fastighetsbeteckningar
- (1) Bö 30:1
- (2) Bö 26:28
- (3) Bö 30:2
- (4) Bö 26:34
- (5) Bö 750:94
- (6) Bö 26:26
- (7) Bö 750:95
- (8) Bö 26:25
- (9) Bö 750:98
- (10) Bö 26:22
- (11) Bö 750:100
- (12) Bö 750:77
- (13) Bö 30:22
- (14) Bö 26:20
- (15) Bö 30:8
- (16) Bö 26:19
- (17) Bö 54:21
- (18) Bö 26:37
- (19) Bö 54:22
- (20) Bö 26:37
- (21) Bö 54:1
- (22) Bö 26:42
- (23) Bö 55:18
- (24) Bö 26:43
- (25) Bö 55:2
- (26) Bö 27:7
- (27) Bö 56:16
- (28) Bö 27:5
- (29) Bö 56:3
- (30) Bö 27:4
- (31) Bö 56:4
- (32) Bö 27:3
- (33) Bö 56:5
- (34) Bö 27:2
- (35) Bö 56:6
- (36) Bö 27:1
- (37) Bö 56:7
- (38) Bö 37:6
- (39) Bö 56:8
- (40) Bö 37:5
- (41) Bö 56:9
- (42) Bö 37:4
- (43) Bö 68:1
- (44) Bö 750:666
- (45) Bö 68:2
- (46) Bö 107:6
- (47) Bö 68:3
- (48) Bö 107:7
- (49) A Bö 68:4
- (49) B Bö 68:5
- (50) Bö 107:8
- (51) Bö 68:6
- (53) Bö 64:2
- (54) Bö 62:33
- (55) Bö 64:3
- (56) Bö 62:3
- (57) Bö 64:4
- (58) Bö 62:13
- (60) Bö 62:14
- (62) Bö 62:15
- (64) Bö 62:16
- (66) Bö 62:17
- (68) Bö 62:19
- (70) Bö 62:20
- (72) Bö 62:10
- (74) Bö 62:11
- (76) Bö 62:21
- (78) Bö 63:13
- (80) Bö 63:12
- (82) Bö 63:21

## Galleri

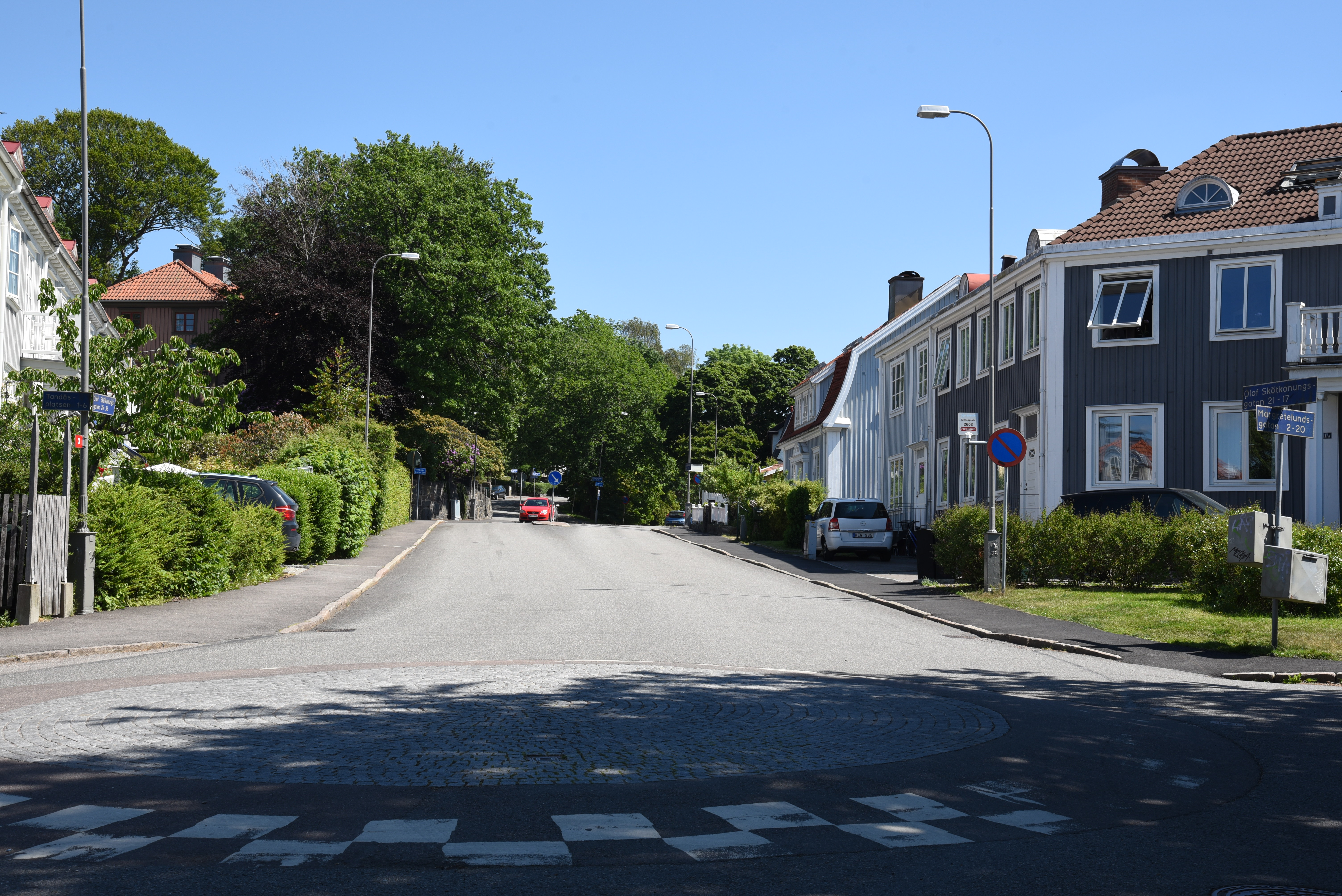
Olof Skötkonungsgatan sedd från Jättegrytsgatan, korsningen med Margretelundsgatan.
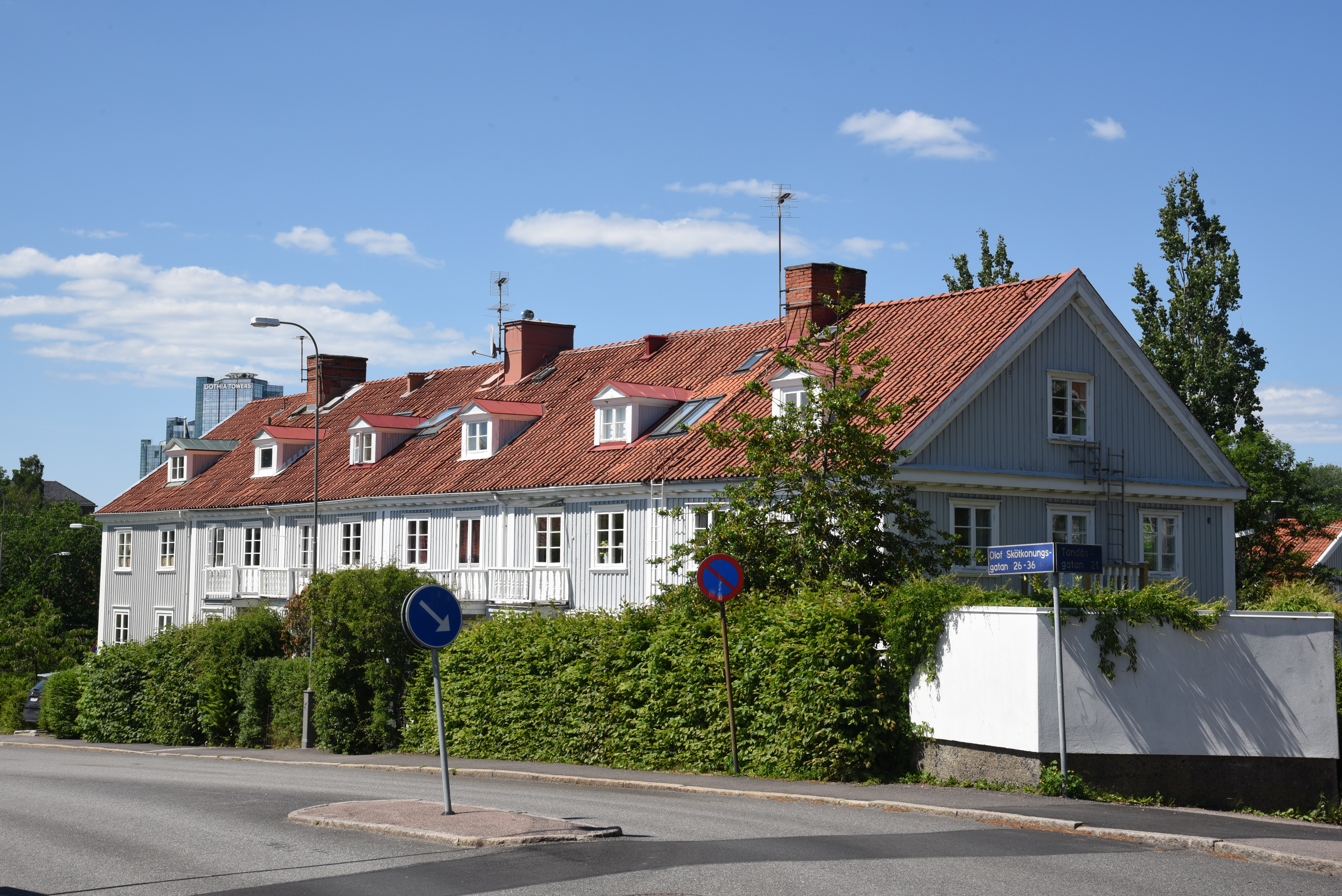
Radhus mot Tandåsplatsen.
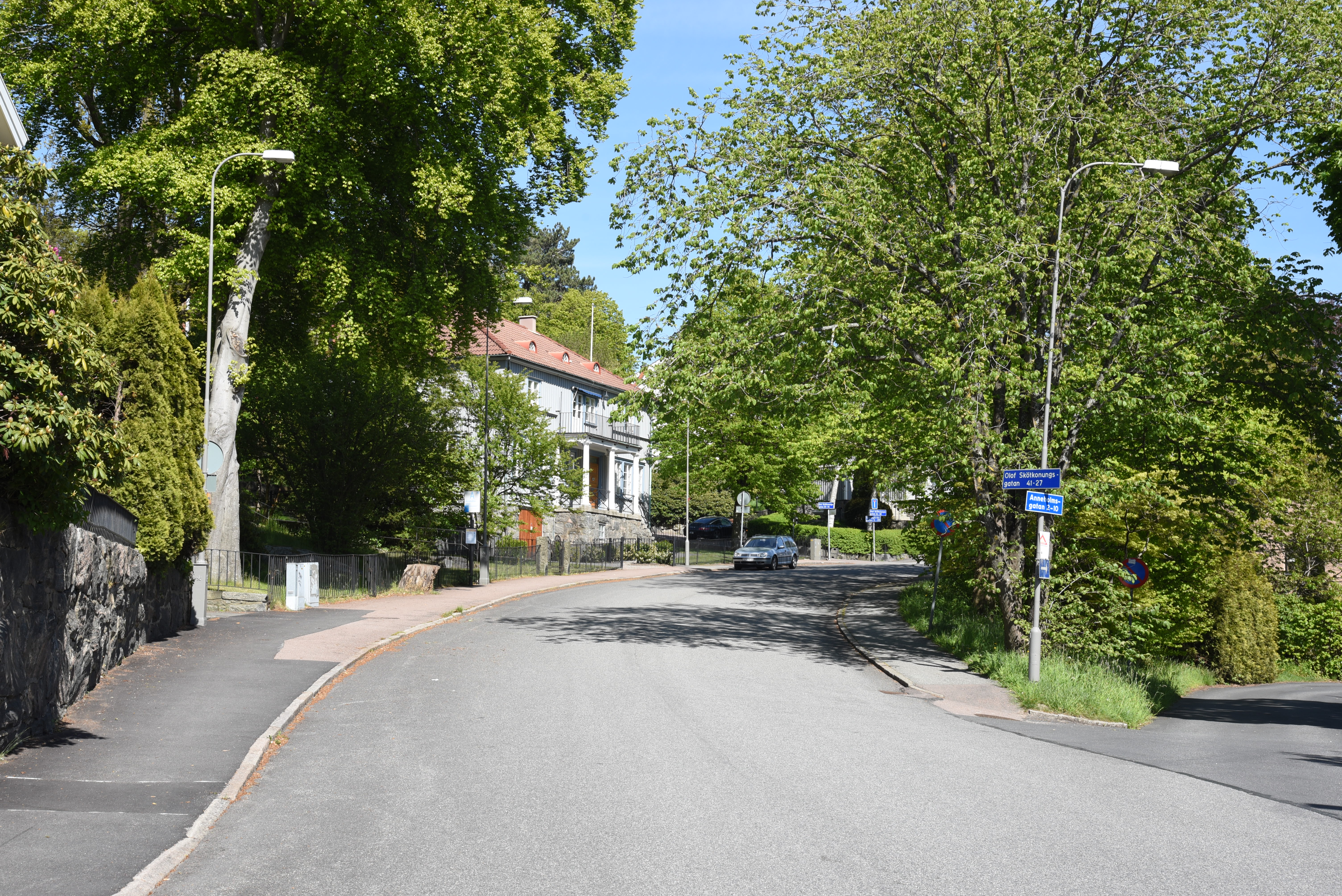
Olof Skötkonungsgatan slingrar sig uppåt vid mötet med Anneholmsgatan.
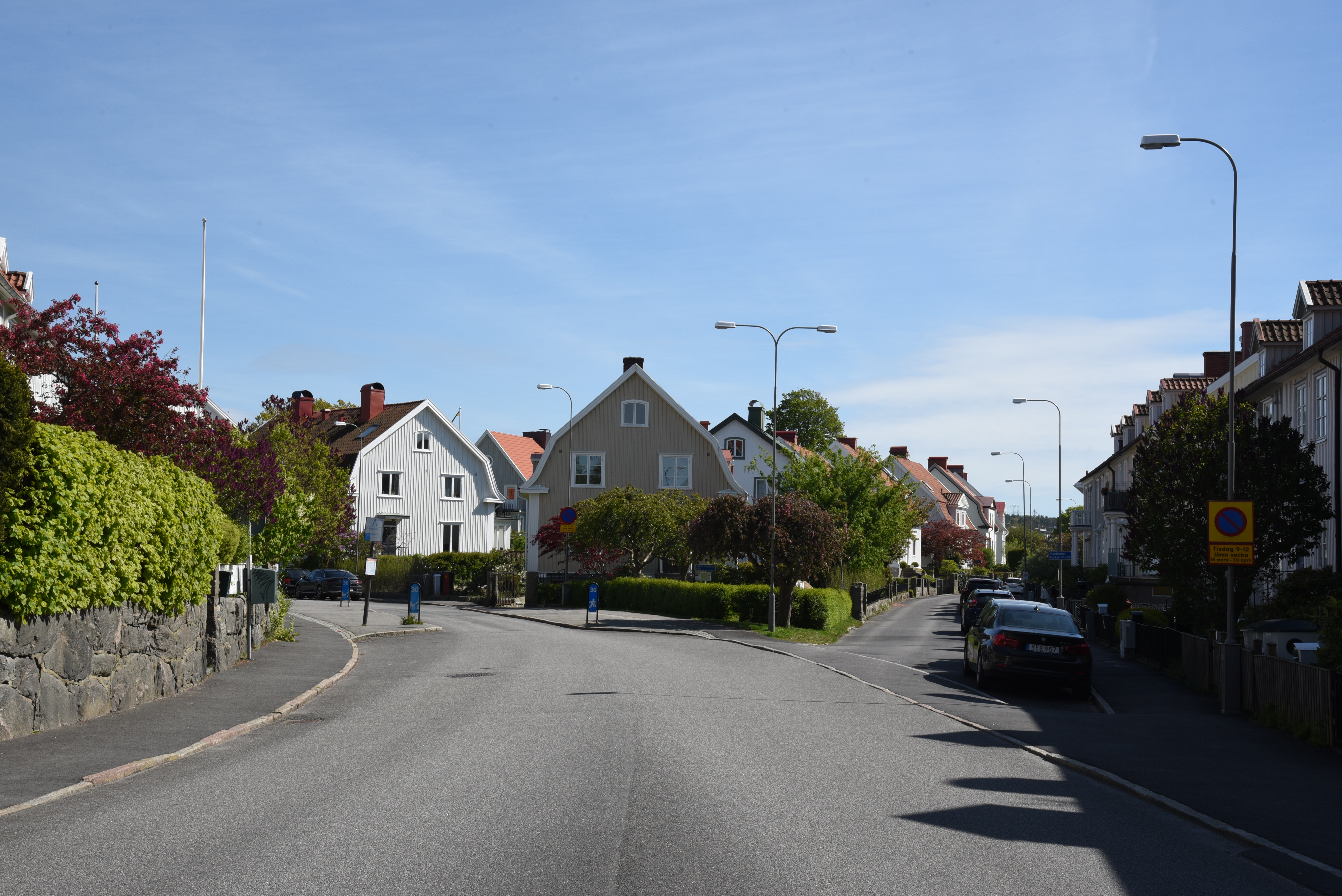
Korsningen med Rangeltorpsgatan.
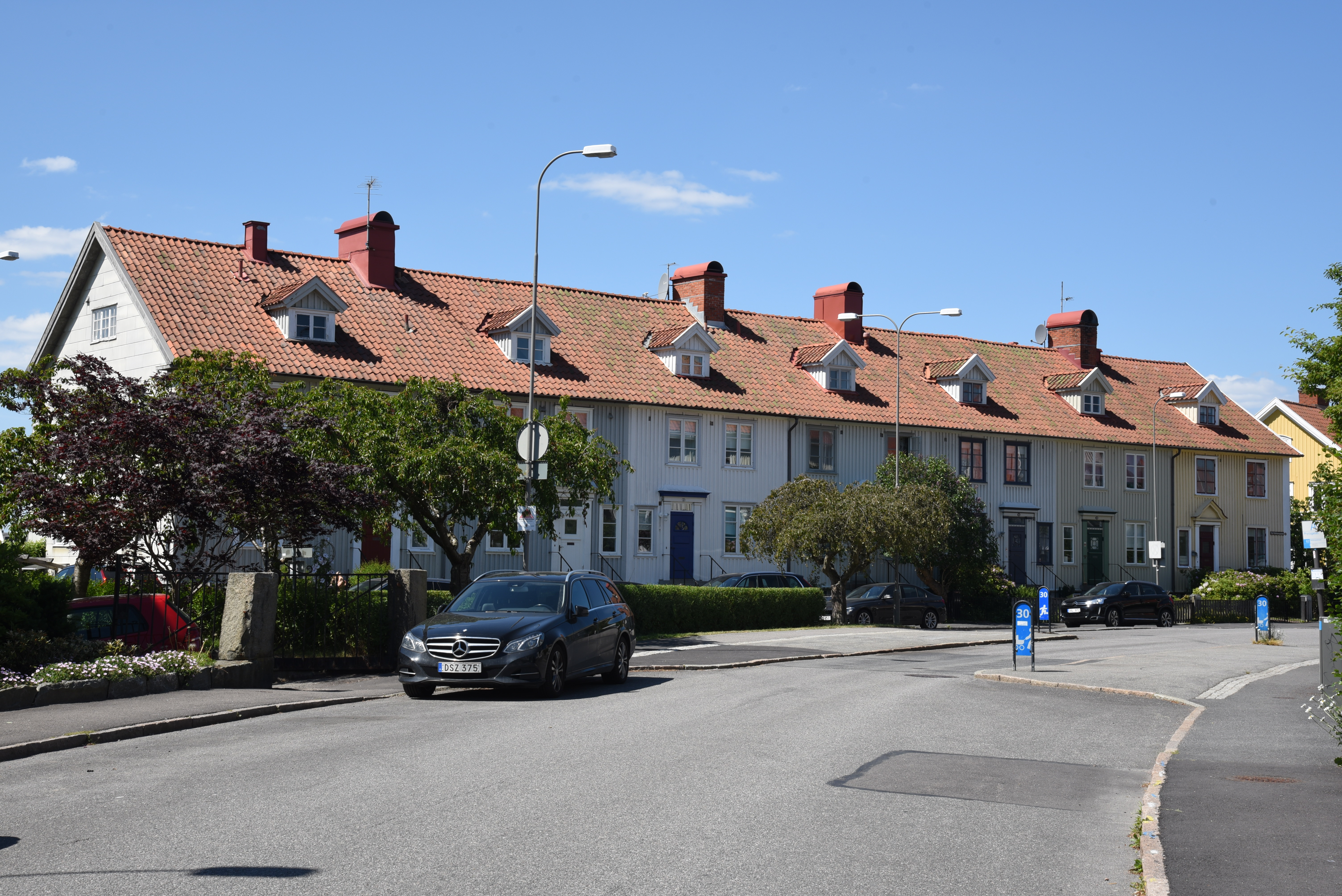
Radhus vid Albert Lilienbergs plats.